# Jozef Dumoulin

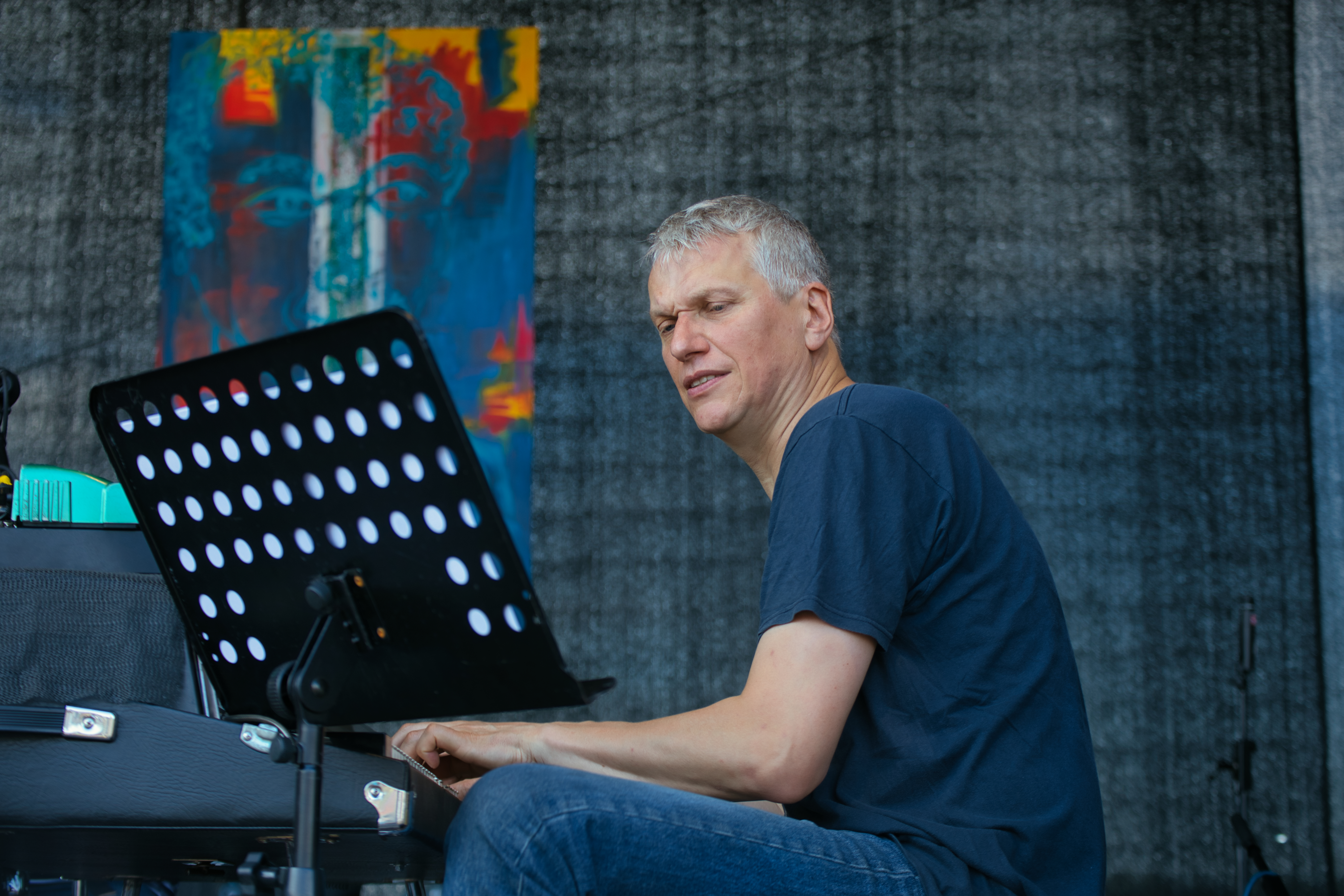
Jozef Dumoulin, INNtöne Jazzfestival2024

Jozef Dumoulin (* 27. April 1975 in Izegem) ist ein belgischer Jazzpianist, der als „Erneuerer des E-Pianos“ (Michael Rüsenberg) gilt.

## Leben
Dumoulin hatte als Kind eine Ausbildung in klassischem Klavier, Cembalo und Orgel. Er wechselte dann als Autodidakt zum Jazz, bevor er ab 1994 am Koninklijk Conservatorium in Brüssel bei Diederik Wissels und Nathalie Loriers studierte. Außerdem besuchte er Workshops von Enrico Pieranunzi, Mark Levine und Daniel Goyone (Komposition).
Von 1996 bis 2002 arbeitete er im Duo mit der Sängerin Barbara Wiernik, mit der er das Album Eclipse aufnahm. 1997 ermöglichte ihm ein Stipendium ein Studium bei John Taylor an der Hochschule für Musik Köln. Hier spielte er in der Bigband der Hochschule unter der Leitung von Bill Dobbins mit den Solisten Michael Brecker und Dave Liebman.
1999 kehrte er nach Belgien zurück, wo er 2000 den Preis der Fondation artistique Mathilde E. Horlait-Dapsens erhielt. Er trat als Solist auf und arbeitete im Duo mit dem Gitarristen Daniel Visani und dem Geiger Jean-Pierre Catoul. Weiterhin ist er Mitglied des Sextetts von Marco Locurcio (mit Gino Lattuca, Martin Gjakonovski, Chander Sardjoe und Jeroen Van Herzeele). Im Improvisationsensemble Othin Spake arbeitete er mit Mauro Pawlowski und Teun Verbruggen. 2014 legte er das (nach eigenen Angaben) erste Soloalbum in der Geschichte des E-Pianos vor, auf dem er die Klänge eines Fender Rhodes geschickt elektronisch verfremdete.

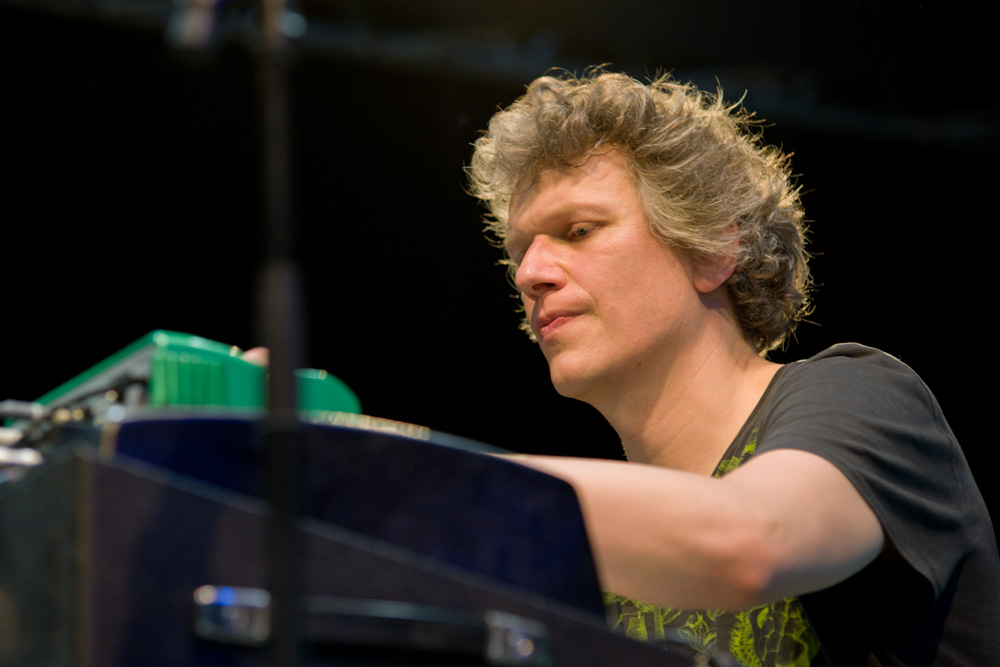
Jozef Dumoulin, Moers Festival 2012

Als Sideman trat er u. a. mit Daniel Romeo, Michel Hatzigeorgiou, Steve Houben, Reggie Washington, Jérémy Lirola und Erwin Vann auf. Mit der Gruppe Bhedam nahm er an drei Indientourneen teil, mit dem niederländischen Zapp! strijkkwartet spielte er Musik von der Klassik bis zum Rock. Weiterhin arbeitete er auch mit dem Rêve d'éléphant Orchestra, dem Brussels Jazz Orchestra, dem Bureau of Atomic Tourism, der Gruppe Vegetal Beauty und dem holländischen Traveling Light Piano Trio. Mit Warped Dreamer, einem Quartett aus norwegischen (Arve Henriksen, Stian Westerhus) und belgischen Musikern (neben ihm Teun Verbruggen) war er 2016 auf dem Moers Festival zu hören. 2019 war er Mitglied des Stéphane Kerecki Quartetts. Zu hören ist er u. a. auch auf  Marike van Dijks Album Stranded (2023) und auf Robert Landfermanns Rhenus (2023).

## Diskographische Hinweise
- Marco Locurcio: Giulia Is Asleep (2000)
- Fabien Degryse: Jazz (2001)
- Barbara Wiernik & Jozef Dumoulin: Eclipse (Mogno 2001, mit Hugo Read und Ramesh Shotham)
- Mattis: Heap of Comfort, 2003
- Erwin Vann: Let’s Call Ed, 2006
- Tomassenko: La Danse des Komnous, 2006
- Pierre Van Dormael / Octurn: North Country Suite, 2007
- Dré Pallemaerts: Pan Harmonie, 2007
- Octurn / Magic Malik: _XPs [live], 2007
- Mâäk’s Spirit: Stroke, 2008
- Othin Spake: Child of Deception and Skill, 2008
- Trees Are Always Right (Bee Jazz Records 2009, mit Lynn Cassiers, Bo Van Der Werf, Eric Thielemans)
- Rainbow Body (Bee Jazz Records 2011, mit Trevor Dunn, Eric Thielemans)
- A Fender Rhodes Solo (Bee Jazz Records 2014)
- Trust (Yolk Records 2015, mit Ellery Eskelin, Dan Weiss)
- Nate Wooley, Jozef Dumoulin, Ingebrigt Håker Flaten, Teun Verbruggen: kaPSalon (ratrecords, 2018)
- AUM Grand Ensemble: You've Never Listened to the Wind (Onze Heures Onze 2018, mit Julien Pontvianne,  Antonin-Tri Hoang, Jean-Brice Godet, Tony Paeleman, Alexandre Herer, Richard Comte, Amélie Grould, Stéphane Garin, Youen Cadiou, Simon Tailleu, Julien Loutelier, Ellen Giacone, Dylan Corlay, Pierre Favrez)
- Orca Noise Unit: A Beginner's Guide to Diving and Flying (Yolk 2018, mit Sylvaine Hélary, Antonin Tri Hoang, Bruno Chevillon, Toma Gouband)
- Thomas Sauerborn, Theresia Philipp, Jozef Dumoulin: Losing Color (Klaeng 2021)